# Apospasta diffusa
Apospasta diffusa is een vlinder uit de familie uilen (Noctuidae). De wetenschappelijke naam van deze soort werd voor het eerst geldig gepubliceerd in 1974 door Laporte.
De soort komt voor in tropisch Afrika.